# Wesley Sonck
Wesley Sonck (Ninove, 9 de Agosto de 1978)  é um futebolista belga que joga na posição de avançado.
Wesley Sonck começou a sua carreira no RWD Molenbeek. Foi eleito o melhor marcador do campeonato da Bélgica na época de 2002 com 30 golos e de 2003 com 23 golos. Em 2001 ele já obtivera a bota de ouro do campeonato belga. Em 2003, deixou a Bélgica para jogar no Ajax Amsterdam (Holanda), mas teve dificuldade e, se impôr e em Janeiro de 2005 partiu para a Alemanha onde passou a jogar no  Borussia Mönchengladbach. No ano seguinte transfere-se para o Club Brugge da Bélgica e atualmente joga no Lierse SK.
Ele jogou em várias equipas e encontros da Seleção nacional da Bélgica, onde marcou golos importantes.

## Títulos
RC Genk
- Campeonato Belga de Futebol: 2001/02

 Ajax
- Campeonato Neerlandês de Futebol: 2003/04

Individuais
- Bota de Ouro Belga: 2001